# آدکار
آدکار (به عربی: آدكار) یک شهرداری در الجزایر است که در استان بجایه واقع شده‌است.

## خصوصیات
آدکار ۱۴٬۵۵۲ نفر جمعیت دارد.